# الشهيد فكري
الشهيد فكرى أو ما كان يعرف بـ أبجول إحدى قرى مركز بركة السبع التابع لمحافظة المنوفية بجمهورية مصر العربية.

## التاريخ
قرية الشهيد فكري من القرى القديمة، حيث وردت باسم «أبجول» في أعمال جزيرة قوسينا ضمن قرى الروك الصلاحي التي أحصاها ابن مماتي في كتاب قوانين الدواوين، كما وردت باسم «أبجول» في أعمال الغربية ضمن قرى الروك الناصري التي أحصاها ابن الجيعان في كتاب «التحفة السنية بأسماء البلاد المصرية». وفي العصر العثماني وردت باسم «أبجول» في التربيع العثماني الذي أجراه الوالي العثماني سليمان باشا الخادم في عصر السلطان العثماني سليمان القانوني ضمن قرى ولاية الغربية، وفي تاريخ 1228هـ/1813م الذي عدّ قرى مصر بعد المسح الذي قام به محمد علي باشا باسم «أبجول» ضمن قرى مديرية الغربية. عند تأسيس مركز بركة السبع، اقتطعت القرية من مركز السنطة في محافظة الغربية، وضمت لمركز بركة السبع حديث الإنشاء. وحديثًا تغيّر اسم القرية للشهيد فكري نسبة إلى أحد شهداء القرية.

## السكان
بلغ عدد سكان الشهيد فكري 8,259 نسمة، حسب الإحصاء الرسمي لعام 2006.